# Ruisseau de Meisenthal
Le ruisseau de Meisenthal est un ruisseau qui coule dans la commune éponyme du département de la Moselle. C'est un affluent du Muehlgraben et donc un sous-affluent du Rhin.

## Hydronymie
Le ruisseau de Meisenthal, porte le nom de la commune qu'il traverse, Meisenthal.

## Géographie
Le ruisseau prend source au sud de la commune de Meisenthal, dans le pays de Bitche en Moselle, à environ 300 mètres de la frontière alsacienne. Il se dirige vers le nord-ouest et entre dans le village où il passe sous l'ancienne verrerie. Une fois sorti du village, il alimente quelques étangs avant de récupérer un affluent dans l'écart de Neumuehle. Il rejoint le Muehlgraben au niveau de la frontière communale entre Meisenthal, Montbronn et Soucht,,.